# Blepharepium priapus
Blepharepium priapus là một loài ruồi trong họ Asilidae. Blepharepium priapus được Papavero & Bernardi miêu tả năm 1973. Loài này phân bố ở vùng Tân Bắc giới.